# 16085 Лаффан
16085 Лаффан (16085 Laffan) — астероїд головного поясу, відкритий 3 жовтня 1999 року.
Тіссеранів параметр щодо Юпітера — 3,353.